# Miharu
Miharu (japanska: 三春町?, Miharu-machi) är en landskommun (köping) i Fukushima prefektur i Japan.  
Miharu betyder "tre vårar". I större delen av Japan så blommar plommonträden, persikoträden och körsbärsträden vid olika tillfälle, men i Miharu blommar de ungefär samtidigt. Trädet Takizakura (vattenfallskörsbärsträdet) sägs vara över 1 000 år och är ett turistmål varje vår.